# Academia Petrina
Петрі́вська акаде́мія (лат. Academia Petrina) — школа у Латвії, у місті Єлгава (Мітава). Заснована в 1775 році герцогом Петером фон Біроном як лицарська академія герцогства Курляндії і Семигалії. Найстаріший вищий навчальний заклад герцогства. Після російської анексії Курляндії перетворена на чоловічу гімназію (1837). Намагання курляндців перетворити її на університет були зупинені російською владою. Використовувалася як місце засідань Курляндського товариства літератури і мистецтва. Під час Першої світової війни евакуйована до Таганрогу (1915). Академічна бібліотека у 42-тисячі томів була спалена військами Павла Бермондта-Авалова. У зв'язку зі здобуттям Латвією незалежності перезаснована як державна середня школа (1919), перейменована на гімназію (1923). Стара будівля академії була майже повністю зруйнована в ході Другої Світової війни. Нині у реставрованій будівлі академії розташовується Єлгавський музей історії і мистецтва.

## Назва
- 1775—1795: Петрі́вська акаде́мія (лат. Academia Petrina)
- 1795—1806: Мітавська академія
- 1806—1837: Блиску́ча гімна́зія (лат. Gymanasium illustre)
- 1837—1919: Мітавська губернська гімназія (нім. Gouvernements-Gymnasium)
- 1919—1923: Єлга́вська держа́вна сере́дня шко́ла № 1 (латис. Jelgavas 1. valsts vidusskola)
- 1923—1934: Єлга́вська гімна́зія (латис. Jelgavas ģimnāzija)
- 1934—1940: Гімна́зія ге́рцога Петра́ (латис. Hercoga Pētera ģimnāzija, нім. Herzog-Peter-Gymnasium)
- 1945—1991: Єлга́вська сере́дня шко́ла № 1 (латис. Jelgavas 1. valsts vidusskola)
- 1991—2012: Гімна́зія № 1 (латис. 1. Gymnasium)
- 2012: Єлгавська технологічна середня школа[уточнити].

## Випускники
- Категорія:Випускники Мітавської гімназії